# Labbe antarctique
Stercorarius antarcticus
Espèce
Statut de conservation UICN

 LC  : Préoccupation mineure
Synonymes
- Catharacta antarctica

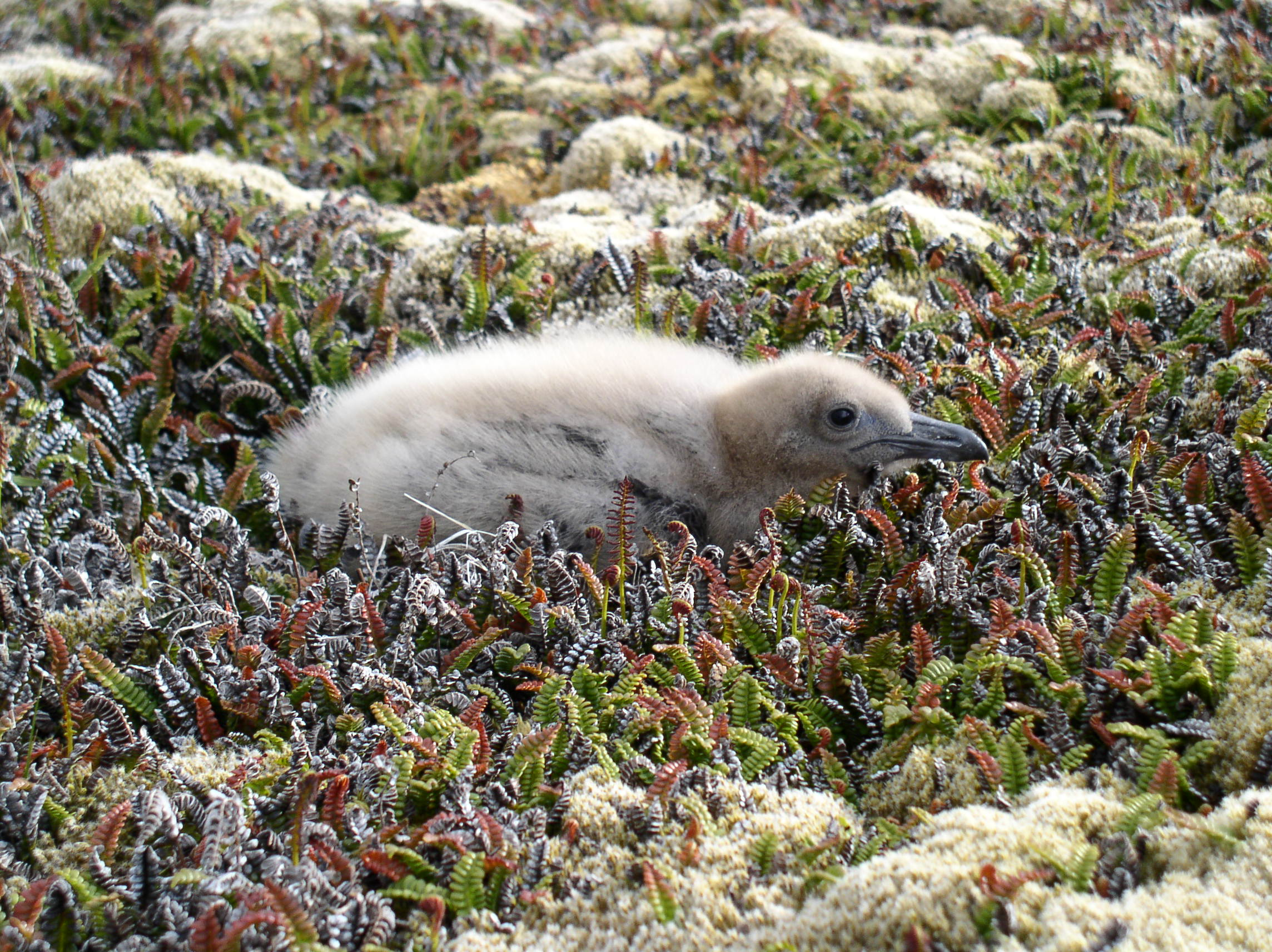
Poussin de labbe antarctique (sous-espèces des îles Crozet).

Le Labbe antarctique (Stercorarius antarcticus) est une espèce d'oiseaux appartenant à la famille des stercorariidés. C’est un oiseau carnivore opportuniste, prédateur d’autres oiseaux et de petits mammifères, charognard quand l’occasion se présente.

## Sous-espèces
D'après la classification de référence (version 14.1, 2024) de l'Union internationale des ornithologues, le Labbe antarctique possède 3 sous-espèces (ordre philogénique) :
- Stercorarius antarcticus antarcticus (Lesson, RP, 1831) — Chubut et Santa Cruz ;
- Stercorarius antarcticus hamiltoni (Hagen, 1952) — Tristan da Cunha (archipel) ;
- Stercorarius antarcticus lonnbergi (Mathews, 1912), parfois appelé Labbe brun — subantarctique.

## Répartition

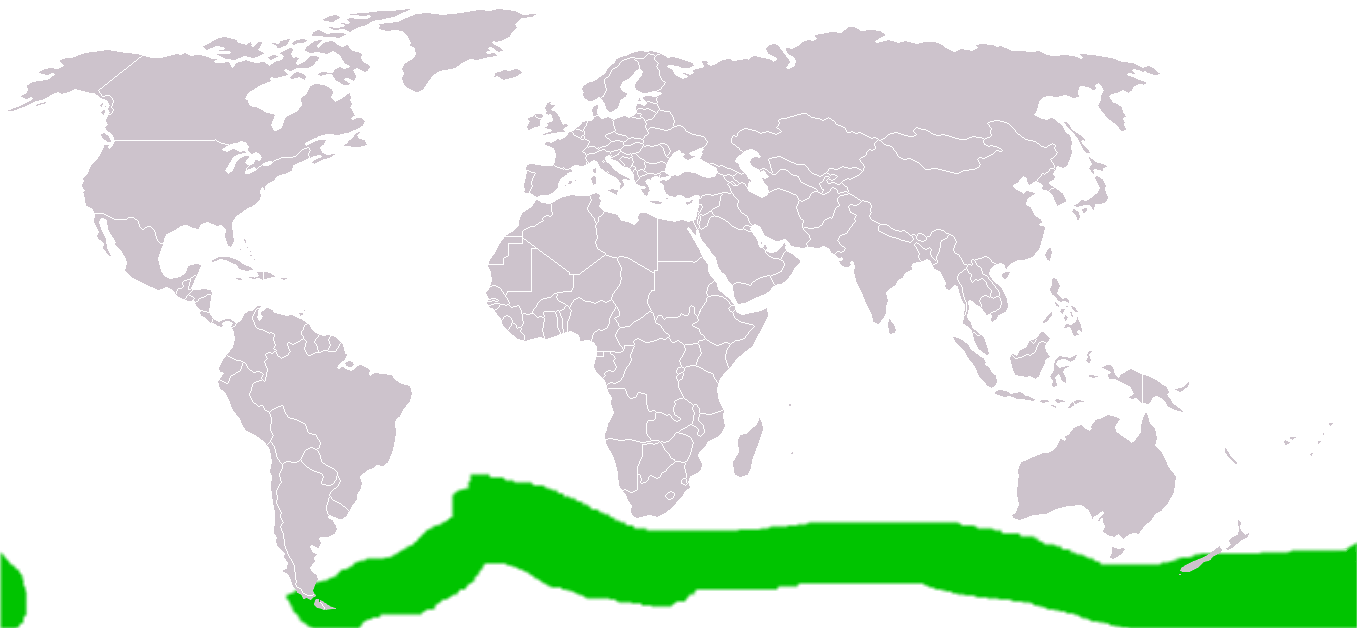
Zone de présence de l'espèce en vert